# Poggioreale (Nápoles)
Poggioreale (Puciuriale en napolitano) es un barrio de la ciudad de Nápoles, en Italia. Forma parte de la Municipalità 4 junto a Vicaria, San Lorenzo y Zona Industriale.
Situado en la zona este de la ciudad, limita con los siguientes barrios: al norte con San Pietro a Patierno, al este con Barra y Ponticelli, al sur con Zona Industriale, al oeste con Vicaria y al noroeste con San Carlo all'Arena.
Tiene una superficie de 4,45 km² y una población de 23.654 habitantes.

## Etimología
El topónimo deriva de poggio reale (cerro real), pues originalmente fue una zona pantanosa dominada por el cerro donde actualmente se encuentra el Cementerio de Poggioreale y donde se levantaba una residencia real aragonesa del siglo XV, la Villa de Poggioreale.

## Historia

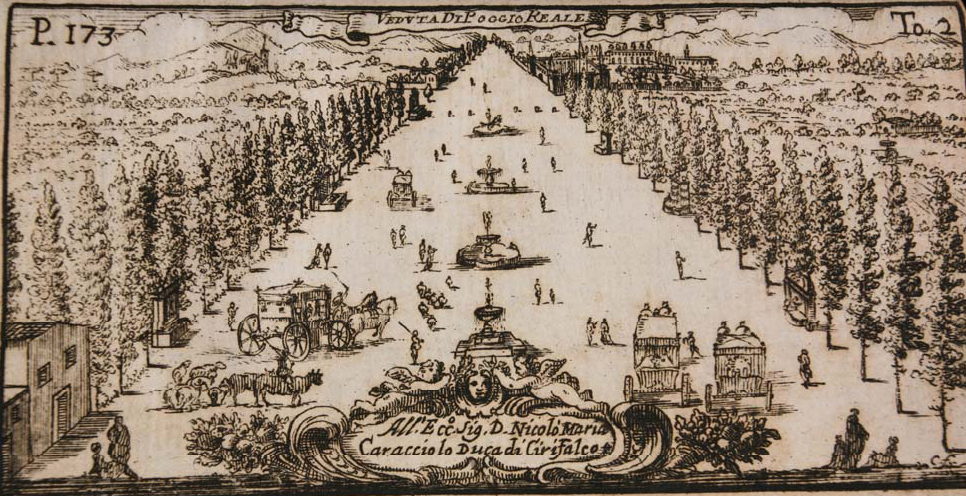
Poggioreale en un dibujo de Domenico Antonio Parrino (1718).

Hasta principios del siglo XX, Poggioreale fue bastante marginal, pero después de la ampliación de la ciudad y un fuerte desarrollo industrial e infraestructural, se convirtió en un importante polo económico y administrativo de la ciudad. El barrio albergó el mercado hortofrutícola general, el matadero municipal, la central de leche y varias industrias del sector textil, alimentario y químico, quienes cerraron en las últimas décadas.
Al lado de la Estación Central, entre los años ochenta y noventa fue construido el Centro Direzionale di Napoli, el primer complejo de rascacielos de Europa meridional.
Hoydía, el barrio es sede del Consejo Regional de Campania, el Tribunal y la Fiscalía de Nápoles, el Distrito Militar, el INAIL (Instituto Nacional de Seguros por Accidentes en el Trabajo), Il Mattino (el principal diario napolitano), el Cementerio Monumental y la Prisión de Poggioreale.

## Rioni
El barrio se divide en seis rioni:
- Rione Vittorio Emanuele III
- Rione dei Ferrovieri
- Rione Luzzatti
- Rione Ascarelli
- Rione Sant'Alfonso
- Rione Cesare Battisti

## Transporte
Poggioreale es servido por la Tangenziale di Napoli (Autopista A56, salida Corso Malta) y la carretera nacional SS 162 dir (salida Centro Direzionale). También dan servicio la línea de tranvía 1 de ANM y dos estaciones de la línea férrea Circumvesuviana (Napoli Centro Direzionale y Poggioreale). Además, están en fase de construcción tres estaciones de la Línea 1 del metro de Nápoles: Poggioreale, Tribunale y Centro Direzionale.